# Lago Suturuocha
Il lago Suturuocha (in russo озеро Сутуруоха?) è un lago d'acqua dolce della Russia siberiana orientale, si trova nell'Abyjskij ulus della Repubblica Autonoma della Sacha-Jacuzia.
Il lago si trova nel bacino del fiume Indigirka, nella zona del suo medio corso (a ovest del fiume), nella pianura Abyiskij che è parte della più ampia pianura della Siberia orientale ed è collocato alle pendici sud-orientali delle Alture Polousnyj. Si trova a breve a distanza, a ovest del lago Ožogino.
Esteso per 67,9 km², ha una profondità media di 2 metri e una profondità massima di 3,5 metri. Il lago è ghiacciato tra la fine di settembre e giugno. Emissario è il fiume Suturuocha, affluente di sinistra dell'Indigirka, che scorre dalla sponda meridionale del lago.